# مارفن كيلر
مارفن كيلر (بالإنجليزية: Marvin Keller) هو سياسي أمريكي، ولد في 19 سبتمبر 1906 في الولايات المتحدة، وتوفي في 1 أكتوبر 1976 في نفس البلد. حزبياً، نشط في الحزب الجمهوري. وقد انتخب عضو مجلس ولاية بنسيلفانيا وانتخب عضو مجلس نواب بنسيلفانيا.